# 長岡赤十字看護専門学校
長岡赤十字看護専門学校 （ながおかせきじゅうじかんごせんもんがっこう）は、新潟県長岡市千秋二丁目297-1にある私立の専修学校である。運営母体は日本赤十字社で長岡赤十字病院に隣接している。太平洋戦争の終戦時までは、助産婦・保健婦の養成も行われていた。

## 沿革
- 1921年（大正10年） 4月 - 前身の養成所を長野赤十字病院委託により開設。
- 1932年（昭和7年） 4月 - 日本赤十字社 新潟支部 救護看護婦養成部として発足。
- 1948年（昭和23年） - 長岡赤十字看護学院と改称。
- 1950年（昭和25年） 4月 - 長岡赤十字高等看護学院と改称。
- 1976年（昭和51年）4月 - 長岡赤十字看護専門学校と改称。（学校教育法に基づく医療専門課程を設置する専修学校となる。）
- 1995年（平成7年）専門士の称号が付与できる専修学校の専門課程として認可。

## 学科
- 専門課程 看護学科 3年課程

赤十字社奨学金
- 日本赤十字社看護師同方会奨学資金

## 取得できる資格・免許状

### 看護学科
- 看護師 国家試験受験資格
- 保健師・助産師学校受験資格
- 専門士（医療専門課程）の称号[1]
- 四年制大学編入学受験資格

## 交通アクセス
- 越後交通 「日赤病院前」バス停より徒歩すぐ
  - JR長岡駅大手口2番線からのバスが全便経由するほか、中央環状線「くるりん」が発着する。